# Comté de San Bernardino
Pour les articles homonymes, voir San Bernardino.
Le comté de San Bernardino est un comté de l'État de Californie aux États-Unis. Au recensement de 2020, sa population était de 2 181 654 habitants. Son chef-lieu est San Bernardino. C'est le plus grand comté des États-Unis contigus en superficie. En effet celle-ci dépasse la taille de neuf États. Situé au sud-est de l'État de Californie, le comté comprend des déserts et des montagnes qui s'étendent des abords de la région du Grand Los Angeles jusqu'à la frontière du Nevada et du fleuve Colorado.

## Histoire
Le père Francisco Dumetz nomma ces terres San Bernardino en l'honneur de St. Bernardin de Sienne, le jour de la fête du saint (le 20 mai 1810). Le comté fut formé de plusieurs parties du comté de Los Angeles en 1853. Des parties de son territoire furent données au comté de Riverside en 1893.

## Géographie
Le comté a une superficie totale de 52 073 km2. On le divise en trois grandes régions: le Désert des Mojaves, les montagnes de San Bernardino et la vallée de San Bernardino. La plus grande partie du comté est désertique.

### Municipalités
- Adelanto
- Apple Valley
- Barstow
- Big Bear City
- Chino
- Chino Hills
- Colton
- Fontana
- Grand Terrace
- Hesperia
- Highland
- Loma Linda

- Montclair
- Needles
- Ontario
- Rancho Cucamonga
- Redlands
- Rialto
- San Bernardino
- Twentynine Palms
- Upland
- Victorville
- Yucaipa

### Autres localités
- Baker
- Big Bear Lake
- Big River
- Bloomington
- Bluewater
- Cadiz
- Crestline
- Daggett
- Danby
- Declezville
- Earp
- Fort Irwin Military Reservation
- Goffs
- Joshua Tree
- Lake Arrowhead
- Landers
- Lenwood
- Mentone

- Morongo Valley
- Mountain View Acres
- Muscoy
- Nebo Center
- Newberry Springs
- Nipton
- Phelan
- Piñon Hills
- Running Springs
- San Antonio Heights
- Searles Valley
- Trona
- Twentynine Palms Base
- Wrightwood
- Yermo
- Yucca Valley

## Démographie
| 1860  | 1870  | 1880  | 1890   | 1900   | 1910   |
| ----- | ----- | ----- | ------ | ------ | ------ |
| 5 551 | 3 988 | 7 786 | 25 497 | 27 929 | 56 706 |

| 1920   | 1930    | 1940    | 1950    | 1960    | 1970    |
| ------ | ------- | ------- | ------- | ------- | ------- |
| 73 401 | 133 900 | 161 108 | 281 642 | 503 591 | 684 072 |

| 1980    | 1990      | 2000      | 2010      | 2020      | - |
| ------- | --------- | --------- | --------- | --------- | - |
| 895 016 | 1 418 380 | 1 709 434 | 2 035 210 | 2 181 654 | - |

## Sécurité publique

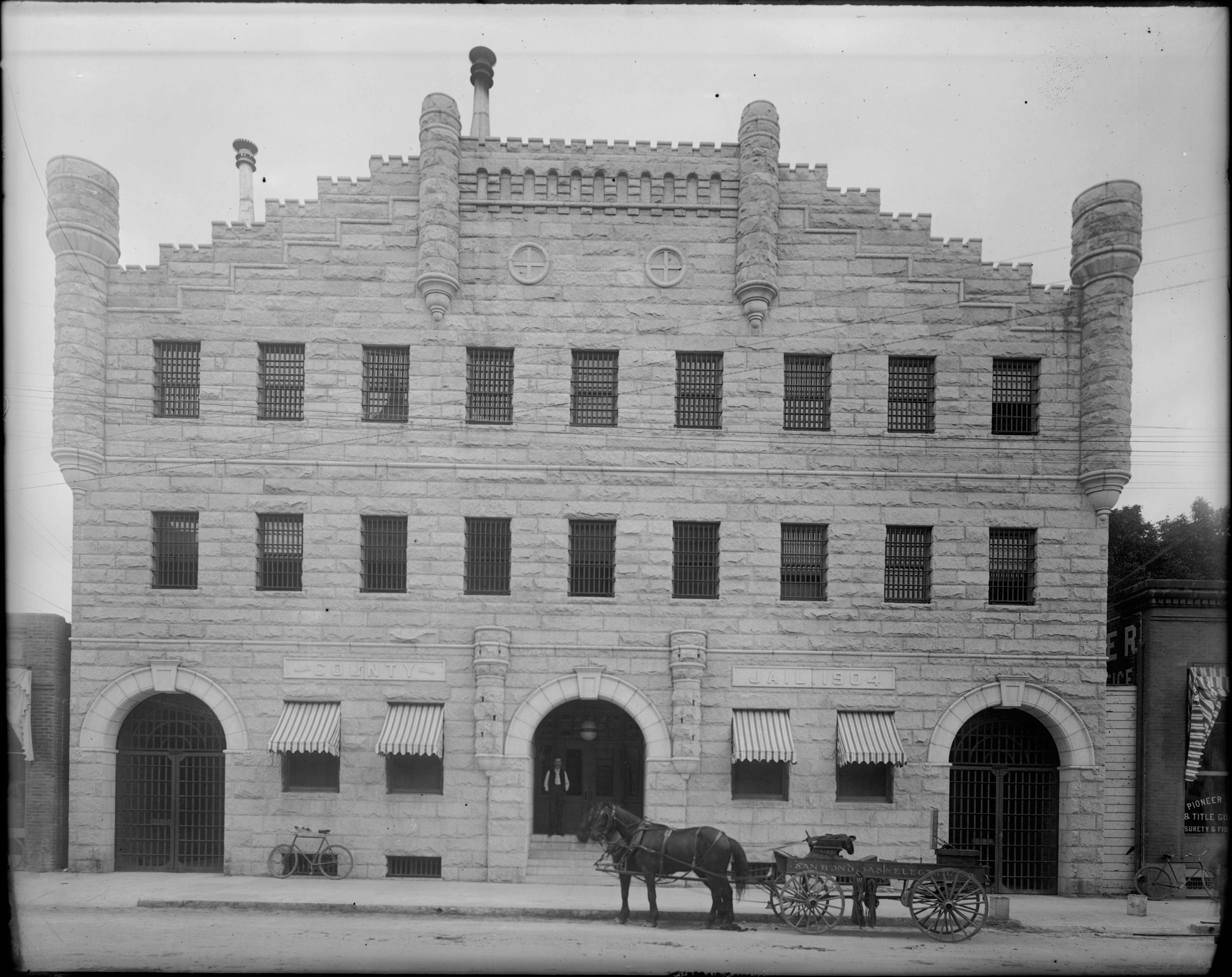
La prison du comté de San Bernardino vers 1904

Le comté est sous la juridiction du San Bernardino Sheriff's Department. Le SBSD emploie 3700 personnels dont 2000 shérifs adjoints, équipés de pistolets Glock modèles 17 ou 21 et de fusils de police Remington 870, répartis en 7 bureaux (16 sites) et 2 zones d'action. Il gère 9 centres de détention. Le SBSD comrpend une unité de SWAT dont les agents disposent de carabines Colt M4A1.
Onze officiers du bureau du shérif sont morts en service entre 1853 et 2013.